# Una (film)
Pour les articles homonymes, voir Una.
Pour plus de détails, voir Fiche technique et Distribution.
Una est un drame américain réalisé par Benedict Andrews, sorti en 2016.

## Synopsis
Une jeune femme, Una, s'invite dans l'entreprise d'une ancienne connaissance pour le confronter et savoir pourquoi il a mis fin à leur liaison lorsqu'elle était plus jeune. Ami de son père, il coucha plusieurs fois avec elle lorsqu'elle avait 13 ans. Pour cette relation scandaleuse, il fut condamné à 4 ans de prison. Aujourd'hui marié et père d'une adolescente, il n'a jamais oublié Una...

## Fiche technique
- Titre original et français : Una
- Réalisation : Benedict Andrews
- Scénario : David Harrower, d'après sa pièce de théâtre Blackbird
- Photographie : Thimios Bakatakis
- Montage : Nick Fenton
- Musique : Jed Kurzel
- Production : Maya Amsellem, Patrick Daly et Jean Doumanian
- Sociétés de production : Bron Creative, Jean Doumanian Productions, WestEnd Films et Film4 Productions
- Société de distribution : Swen et Thunderbird Releasing
- Pays d'origine : États-Unis / Royaume-Uni / Canada
- Langue originale : anglais
- Format : couleur
- Genre : drame
- Durée : 94 minutes
- Dates de sortie : 
  -  Canada : 2 septembre 2016 (Festival du film de Telluride)
  -  Royaume-Uni : 1er septembre 2017
  -  États-Unis : 6 octobre 2017

## Distribution
- Rooney Mara : Una Spencer
  - Ruby Stokes : Una Spencer jeune
- Ben Mendelsohn : Ray Brooks
- Riz Ahmed : Scott
- Indira Varma : Sonia
- Tara Fitzgerald : Andrea
- Tobias Menzies : Mark
- Isobelle Molloy : Holly
- Ciarán McMenamin : John
- Natasha Little : Yvonne